# Nigel Heslop
Nigel John Heslop (Hartlepool, 4 de diciembre de 1963) es un policía y ex–jugador británico de rugby y rugby League que se desempeñaba como wing.

## Selección nacional
Fue convocado al XV de la Rosa por primera vez en julio de 1990 para enfrentar a los Pumas y disputó su último partido en marzo de 1992 ante los Dragones rojos, abandonó el rugby 15 ese año para jugar profesionalmente al rugby League. En total jugó 10 partidos y marcó tres tries para un total de 12 puntos (un try valía 4 puntos hasta 1993).

### Participaciones en Copas del Mundo
Solo disputó una Copa del Mundo; Inglaterra 1991 donde el XV de la Rosa avanzó a cuartos de final luego de ser derrotados por los All Blacks y vencer a la Azzurri y a las Águilas (Heslop marcó un try) en fase de grupos. Vencieron de visitante a Les Bleus y al XV del Cardo en semifinales, para llegar a la final donde serían vencidos por los Wallabies.
| Mundial                       | Sede       | Resultado  | PJ | Tries |
| ----------------------------- | ---------- | ---------- | -- | ----- |
| Copa Mundial de Rugby de 1991 | Inglaterra | Subcampeón | 2  | 1     |

## Palmarés
- Campeón del Torneo de las Seis Naciones de 1991 y 1992.